# TSR, Inc.
TSR (Tactical Studies Rules) fue una compañía editorial estadounidense, entre cuyos productos destaca el juego de rol Dungeons & Dragons.

## Historia
Tactical Studies Rules fue fundada en 1973 por Gary Gygax y Don Kaye, como una manera formal de publicar y vender las reglas de Dungeons & Dragons, uno de los primeros juegos de rol. Posteriormente se unió a la compañía Brian Blume y (temporalmente) Dave Arneson. Cuando Don Kaye murió de una apoplejía en 1975, Brian Blume y Gary Gygax, los propietarios restantes, fundaron una nueva compañía, TSR Hobbies, Inc., de la cual Blume era socio mayoritario. Los restos de la anterior compañía fueron incorporados a la recién formada, disolviéndose Tactical Studies Rules. En 1983 la palabra «Hobbies» se retiró del nombre de la compañía, resultando en el nombre final: TSR, Inc.
TSR surgió como la empresa líder en la creación de juegos de rol o RPG, por sus siglas en inglés. Su producto estelar Dungeons & Dragons, sirvió como modelo para todos los demás. Dungeons & Dragons probó ser un éxito financiero, así como un instrumento de desarrollo de los nuevos juegos de rol y su introducción en el segmento de mercado de los niños y adolescentes.
Los juegos de TSR se volvieron populares y rentables. Gygax fue a Hollywood para fundar Dungeons & Dragons Entertainment, con la que se proponía licenciar los productos de D&D para el cine y la televisión. Su trabajo logró finalmente vender solo una licencia para lo que se convertiría en la serie de animación Dungeons & Dragons (Dragones y Mazmorras en España; Calabozos y Dragones en Hispanoamérica). Después de la salida de Gygax, Brian Blume y su hermano Kevin Blume, asumieron el control de la compañía. Los hermanos Blume fueron forzados a dimitir después de ser acusados de malos manejos de los fondos de la empresa y endeudamiento excesivo. Al año de la ascensión de los hermanos Blume, la compañía reportó pérdidas por 1.5 millones de dólares estadounidenses; resultando en el despido del 75% del personal de la compañía. Algunos exempleados fundaron compañías de juegos como Pacesetter Games, Mayfair Games o fueron a laborar para la división de videojuegos de Coleco.
Gygax, quien en ese momento era dueño solo del 30% de las acciones, escribió a la mesa directiva, pidiéndoles la destitución de los hermanos Blume para salvar la situación financiera de la compañía. En un acto que muchos ven cono una venganza, los hermanos Blume vendieron sus acciones a Lorraine Williams. Gygax intentó que la venta fuera declarada como ilegal, pero al no conseguirlo, vendió el resto de sus acciones a Williams y usó el capital para formar New Infinity Productions.
Williams era una estratega financiera, que vio el potencial de transformar una compañía plagada de deudas a una de alto rendimiento. Sin embargo, menospreciaba el campo de los juegos, viéndose a sí mismo como superior a los jugadores. Williams estableció una política bajo la que jugar los juegos diseñados estaban prohibido en la compañía. Esto dio como resultado que muchos productos no fueron probados al momento de su liberación y un gran número de estos, no eran compatibles con el sistema de juegos existente.
Durante la dirección de Williams, TSR consolidó su expansión en otros campos como las revistas, libros de ficción e historietas. Williams poseía la licencia de Buck Rogers e insistió a los productores de TSR, crear un juego de Buck Rogers. TSR publicó un juego de mesa y un juego de rol del personaje.
Durante esta época, a principios de los 80's, TSR desarrolló la serie Dragonlance, que se consideró como un nuevo mundo de juego con sus reglas. Margaret Weis y Tracy Hickman también escribieron una trilogía de novelas ambientadas en el universo de Dragonlance, con la que TSR se convirtió en la primera compañía de juegos de ficción en entrar en la lista de Best Seller en los Estados Unidos. En la cúspide de su éxito, TSR logró un beneficio anual de más de un millón de dólares estadounidenses, y tenía una plantilla de 400 empleados.
Sin embargo, TSR perdió gradualmente la habilidad de innovar. Después del surgimiento de los juegos de cartas coleccionables, TSR produjo varias líneas de juegos coleccionables, como Dragon Dice y Spellfire; ninguno tuvo éxito en el mercado. Al mismo tiempo TSR, comenzó a tomar represalias contra el fan fiction y otros trabajos creativos derivados de la propiedad intelectual de TSR, con lo que enojó a muchos de los clientes y fanáticos de antaño. La incursión de otras compañías en el género del RPG, que introdujeron mundos de fantasía a la competencia, trajo consigo una fragmentación de la comunidad del RPG, reduciendo la base de clientes de TSR. Estos y otros factores llevaron a TSR a acumular deudas de $30 millones de dólares estadounidenses en 1996, además de forzar una serie de despidos.
Con el decline de TSR, Wizards of the Coast, creadores del mundialmente famoso juego de cartas coleccionables Magic: the Gathering, heredaron el título de «Señores del RPG». Wizards of the Coast compró TSR y su propiedad intelectual en 1997. A los empleados de TSR se les dio la oportunidad de mudarse a las oficinas de Wizard of the Coast en Washington; algunos aceptaron la oferta. Las oficinas corporativas en Lake Geneva (anterior centro de operaciones de TSR) fueron cerradas. Durante los siguientes años, varias partes de la compañía fueron revendidas a otras compañías, mientras que en 1999, la misma Wizard of the Coast fue comprada por Hasbro, Inc.

## Productos
Los principales productos de TSR eran juegos de rol, el más exitoso de los cuales fue D&D. Sin embargo, también produjeron otros juegos, como juegos de cartas, de mesa y de dados, y publicaban tanto revistas como libros.

### Juegos de rol
- Alternity (1998)
- Amazing Engine (1993)
- Boot Hill (1975)
- Buck Rogers Adventure Game (1993)
- Buck Rogers XXVc (1988)
- Bullwinkle and Rocky Role-Playing Party Game (1988)
- Conan Role-Playing Game (1985)
- Crimefighters (1981)
- Dragonlance: Fifth Age (Saga System) (1996)
- Dragonstrike (juego de mesa y tutorial en VHS) (1993)
- Dungeons & Dragons (1974)
- Empire of the Petal Throne (1975)
- Gamma World (1978)
- Gangbusters (1982)
- Indiana Jones (1984)
- Marvel Super Heroes (1984)
- Marvel Super Heroes Adventure Game (Saga System) (1998)
- Metamorphosis Alpha (1976)
- Star Frontiers (1982)
- Top Secret (1980) and Top Secret/S.I.

### Juegos de guerra
- Cavaliers and Roundheads (1973)
- Chainmail (1975)
- Fight in the Skies (1976)

### Otros juegos
- All My Children (juego de mesa)
- Attack Force (microjuego)
- The Awful Green Things from Outer Space (juego de mesa, 1979)
- Blood Wars (juego de cartas coleccionables, 1995)
- Buck Rogers - Battle for the 25th Century (juego de mesa, 1988)
- Chase (juego de mesa)
- Crosse (juego de mesa)
- Divine Right (juego de mesa)
- Dragonlance (juego de mesa)
- Dragon Strike (juego de mesa, 1993)
- Dragon Dice (juego de dados coleccionable)
- Dungeon! (1975)
- Dungeon Fantasy (1989)
- Elixir (juego de mesa)
- Endless Quest (serie de librojuegos, 1982)
- Escape From New York (1981) (juego de mesa)
- Fantasy Forest (1980) (juego de mesa)
- 4th Dimension (juego de mesa)
- The Great Khan Game (juego de cartas)
- HeartQuest (serie de librojuegos)
- Honeymooners Game (juego de mesa, 1986)
- Icebergs (microjuego)
- Kage (juego de mesa)
- Knights of Camelot (juego de mesa)
- Maxi Bour$e (juego de mesa)
- Party Zone: Spy Ring Scenario (juego de fiesta)
- Perry Mason (juego de mesa, 1987)
- Remember the Alamo (microjuego)
- Revolt on Antares (microjuego, 1980)
- Saga (microjuego)
- Spellfire (juego de cartas coleccionables, 1994)
- SnarfQuest (serie de librojuegos) (1983)
- Snit's Revenge (juego de mesa) (1977)
- Steppe (juego de mesa)
- They've Invaded Pleasantville (microjuego)
- Vampyre (microjuego)
- Viking Gods
- War of Wizards

### Revistas
- Amazing Stories
- Dragon
- Dungeon
- Imagine

### Ficción
En 1984, TSR comenzó a publicar novelas basadas en sus juegos. La mayoría de los escenarios de campaña de D&D tenían su propia línea de novelas, las más exitosas de las cuales fueron las líneas Dragonlance y Reinos Olvidados, con docenas de novelas cada una.
TSR también publicó la novela de 1995 Buck Rogers: A Life in the Future de Martin Caidin, una reimaginación independiente del universo de Buck Rogers y sin relación con el juego Buck Rogers XXVC de TSR.
TSR publicó un buen número de novelas de fantasía y ciencia ficción no conectadas con sus productos de juego, como las novelas de los "Reyes Rojos de Wynnamyr" de L. Dean James, Sorcerer's Stone (1991) y Kingslayer (1992), las cinco novelas "Gabria" de Mary H. Herbert (Valorian, Dark Horse, Lightning's Daughter, City of the Sorcerers y Winged Magic), así como ficción fantástica humorística, incluyendo las novelas de "El Conde Yor" de Roy V. Young Captains Outrageous (1994) y Yor's Revenge (1995). Sin embargo, tales proyectos nunca representaron más que una fracción de la producción de ficción de la compañía, que mantuvo un fuerte énfasis en las obras derivadas de juegos.

## Críticas
Una vez que su éxito inicial se desvaneció, la empresa recurrió a defensas legales de lo que consideraba era su propiedad intelectual. Además, varios casos legales se iniciaron acerca de quién había inventado qué dentro de la empresa y la repartición de las regalías, incluyendo varias demandas contra Gygax. Esto incluyó amenazas de demandas de la empresa contra personas que proveyeran material de juegos en sitios web. A mediados de la década de 1990, esto llevó al uso frecuente del apodo "T$R" en las discusiones en listas de correo de Internet relacionadas con juegos de rol y Usenet, ya que se percibía que la empresa atacaba a sus clientes. La creciente proliferación de productos no ayudó en nada: muchas de sus líneas de productos se traslapaban y sólo estaban separadas por lo que parecían puntos nimios (incluso la clásica troika de Greyhawk, Reinos Olvidados y Dragonlance sufrió en este sentido).
La empresa fue objeto de un mito urbano que afirmaba que trató de registrar el término "nazi". Este mito se basaba en un suplemento para el juego de rol de Indiana Jones, en el que algunas figuras aparecían escritas como "Nazi™". Esta notación se usó en cumplimiento con la lista de nombres de personajes de marca registrada proporcionada por el departamento legal de Lucasfilm; todas esas figuras estaban marcadas con un símbolo de marca registrada, y las figuras nazis también fueron marcadas accidentalmente. Las referencias posteriores al error olvidaron este origen y se transformaron lentamente en el mito urbano.